# Anne Philipe
Anne Philipe (* 20. Juni 1917 in Brüssel; † 16. April 1990 in Paris) war eine belgisch-französische Schriftstellerin.

## Leben
Anne Philipe wurde als Nicole Navaux 1917 in Brüssel geboren, studierte in Belgien und ging dann nach Paris. Sie heiratete 1938 den Sinologen François Fourcade, mit dem sie von 1946 bis 1948 in Nanjing lebte und dann über die Seidenstraße aus China ausreiste. 1951 heiratete sie den Schauspieler Gérard Philipe, der 1959 an Krebs starb. Ab 1960 veröffentlichte sie unter dem Namen Anne Philipe Prosatexte und Romane, darunter 1963 den Welterfolg Nur einen Seufzer lang (Le temps d’un soupir).
Sie starb 1990 im Alter von 72 Jahren. Chantal Lavigne sah in der Zurückhaltung (sobriété) eine Hauptqualität ihres Schreibstils.

## Werke
- Caravanes d'Asie, du Sing Kiang au Cachemire. Julliard, Paris 1955, 1967. (Vorwort von Claude Roy)
- (Hrsg. mit Claude Roy) Gérard Philipe. Souvenirs et témoignages. Gallimard, Paris 1960, 1978.
- Le Temps d'un soupir. Julliard, Paris 1963.
  - Nur einen Seufzer lang. Rowohlt, Reinbek 1964. (übersetzt von Margarete Bormann)
- Les Rendez-vous de la colline. Julliard, Paris 1966.
  - (deutsch) Morgenstunden des Lebens. Rowohlt, Reinbek 1964. (übersetzt von Helene Henze)
- Spirale. Gallimard, Paris 1971.
- Ici, là-bas, ailleurs. Gallimard, Paris 1974.
- Un Été près de la mer. Gallimard, Paris 1977.
  - (deutsch) Ein Sommer am Meer. Rowohlt, Reinbek 1964. (übersetzt von Rita Edmond Lutrand)
- L'Éclat de la lumière. Entretiens avec Marie-Hélène Vieira Da Silva et Arpad Szenes. Gallimard, Paris 1978.
- Promenade à Xian. Gallimard, Paris 1980.
- Les Résonances de l'amour. Gallimard, Paris 1982.
- Je l'écoute respirer. Gallimard, Paris 1982.
  - (deutsch) Ich höre dich atmen. Wunderlich, Reinbek 1986. ISBN 978-3-8052-0408-8 (übersetzt von Eva Moldenhauer)
- Le Regard de Vincent. Gallimard, Paris 1987.
- (mit Guy Weelen) Arpad Szenes. Cercle d'art, Paris 1991.